# 山內惠介
山內惠介（日语：山内惠介，1983年5月31日—）是一名日本男性演歌歌手，出生於九州福岡縣糸島郡前原町（即現時的糸島市），目前所屬唱片公司為JVC建伍勝利娛樂。
山內惠介與有「演歌王子」之稱的冰川清志為同鄉，兩人皆出身於福岡縣（又剛巧冰川的福岡市與山內的糸島市是相鄰），而大家亦恰巧在同一時期師隨歌謠曲作曲家水森英夫學習，為他的門下學生。出道時間上，山內只比冰川晚一年，但相比冰川一出道便保持極高的超人氣支持度，山內的認識度一直都遠被拋離，直至2015年憑一曲《Spotlight》爆紅，才使更多人對他開始有所認識。

## 簡歷
山內在家中排行最小，對上有兩名哥哥。母親非常熱愛美空雲雀，是她的忠實歌迷。據聞當山內仍在母體內時，母親經常都會播放美空雲雀的歌曲，及至出世後，又每年携他出席於福岡市民會館所舉行的音樂會，因此使山內自幼起便對演歌有所認識。
1999年10月13日，仍於福岡縣立筑前高等學校就讀1年級的山內，參加了縣內舉辦的一個卡拉OK比賽，水森英夫當時亦在場，他看中了這位參加者的才能，並邀請他是否有興趣跟他學習唱歌。隨後的一年，山內大約每個月均會前往東京1次，跟隨水森學習。2000年7月，JVC建伍勝利娛樂的音樂監製前來造訪，並落實安排出道事宜。最終於2001年4月，出道作《霧情》正式推出發售。
山內在2012年一次錄播《演歌百撰》、以及第一次錄播黑柳徹子主持的《徹子的部屋》節目（2014年11月28日播放）時均曾透露，在高校三年級（當時17歲）正式上京後，因經常記掛着仍在家鄉的雙親，唱片公司得悉後，為使他專注事業，便發了內部命令，禁止他與雙親作任何形式的聯絡，歷時六年之久。這段日子，他只能透過日記和不能寄出的書信，表達自己對父母的掛念，是他最難以忘記的時期。亦因為此，2007年他由JVC建伍勝利娛樂移籍至水森英夫哥哥三井健生所開設的「三井藝能事務所」（三井エージェンシー）下，直至現在。翌年推出單曲《戀愛街角》，亦與另外兩位演歌歌手北川大介、竹島宏組成了「美男子3」，定期於NHK歌謠音樂會中亮相。出道初期，由於同時亦在札幌電視台的電台部（後來分拆至STV電台）有工作，因此其歌曲亦大都以北海道為題裁。
2009年9月發行的第10張單曲《風蓮湖》獲得於Oricon公信榜內停留達50周的紀錄，亦令他於2010年被北海道根室市（風蓮湖所在地）委任為「味覺觀光大使」；同年再被其出生地糸島市委任為「糸島故鄉大使」；2013年3月的第14張單曲《釧路空港》發行，並獲釧路機場委任為「釧路空港宣傳特使」。
2014年1月首度於電影中出演，並以自己的姓名作為電影名稱的一部份，稱作《山內惠介・歌謠電影—「昭和歌謠危機一髮」》；3月推出了第15隻單曲集《戀愛的範本》，於Oricon公信榜中獲得了有史以來最高的第9位排名（演歌及歌謠部第1名），是他首張能打入周間排行榜10名以內的單曲。
到了2015年2月，其第16隻單曲集《Spotlight》開售，得到十分高的評價。開售後首週便打入Oricon公信榜單曲周間排名第10名、演歌及歌謠部第1名，並擊敗另一首一推出時同樣獲得了超高人氣的演歌—三山宏的《岩木山》。《Spotlight》於2015年度共累積5次演歌及歌謠部週間第1，比《岩木山》多1次。而於2015年度的單曲總排名則為第89位，於演歌及歌謠部年間排名位列第2位。
同時此曲亦與《岩木山》一樣，於多個重要的音樂獎項中獲獎，包括第48回日本作詩大獎優秀作品獎、第48回日本有線大賞有線音樂優秀賞、第57回日本唱片大賞優秀作品賞及「日本作曲家協會選獎」等，也使他與三山宏一樣，於出道15週年後終於首次入選NHK紅白歌合戰。2024年，憑《紅蝶》首次獲得日本唱片大獎優秀作品獎。
現時，山內惠介每星期仍有在RKB電台主持錄播節目《山內惠介歌曲道標》、每月第一個星期一在STV電台主持《山內惠介歌曲一本勝負》、以及不定時在札幌電視台的直播節目《道產子廣角179》中演出。

## NHK紅白歌合戰出場紀錄
| 年度/回數     | 出場次數 | 曲目                                   | 出演次序 | 對手        | 備註 |
| ------------- | -------- | -------------------------------------- | -------- | ----------- | ---- |
| 2015年/第66回 | 初       | Spotlight                              | 6/26     | μ's         |      |
| 2016年/第67回 | 2        | 流轉的碼頭                             | 4/23     | miwa        |      |
| 2017年/第68回 | 3        | 如果不相信爱的话〜贵公子们的舞会〜     | 2/23     | E-Girls     |      |
| 2018年/第69回 | 4        | 吹吧冬天的暴風雪～刀劍男士合作特別版～ | 3/22     | DAOKO       |      |
| 2019年/第70回 | 5        | 深紅色的唇                             | 6/21     | AKB48       |      |
| 2020年/第71回 | 6        | 戀愛街角                               | 3/20     | milet       |      |
| 2021年/第72回 | 7        | 相逢有樂町                             | 3/22     | 櫻坂46      |      |
| 2022年/第73回 | 8        | 戀愛街角～狐舞Remix（2）               | 5/22     | 日向坂46    |      |
| 2023年/第74回 | 9        | 戀愛街角（3）                          | 8/22     | LE SSERAFIM |      |

## 外部連結
- 山內惠介官方網站（日語）
- 山內惠介公式部落格 （页面存档备份，存于）（日語）